# Bobby Heenan
Raymond Louis Heenan (Chicago, 1 de novembro de 1944 — Largo, 17 de setembro de 2017), melhor conhecido como Bobby "The Brain" Heenan, foi um manager, comentarista e lutador de luta livre profissional norte-americano, conhecido principalmente por suas passagens na American Wrestling Association (AWA), World Wrestling Federation (WWF) e World Championship Wrestling (WCW). Ele é conhecido por sua habilidade em gerar heat vilanesco contra ele e seus lutadores gerenciados, bem como por seu tempo como comentarista junto a Gorilla Monsoon. Foi introduzido no WWE Hall of Fame em 2004 por Blackjack Lanza. Ele é considerado um dos maiores managers de luta livre profissional da história.

## Na luta livre profissional
- Alcunhas
  - "Pretty Boy"[1]
  - "The Brain"[4]
  - "The Weasel"[4]

- Lutadores que gerenciou

- Nick Bockwinkel
- Ray "The Crippler" Stevens
- Angelo Poffo
- Bobby Duncum Sr.
- Big John Studd
- Ken Patera
- King Kong Bundy
- André the Giant
- "Ravishing" Rick Rude
- "Mr. Wonderful" Paul Orndorff
- Harley Race
- Hercules Hernandez
- The Barbarian
- "Mr. Perfect" Curt Hennig
- The Red Rooster
- The Brooklyn Brawler
- Ric Flair
- Lex Luger
- The Missing Link
- King Haku
- Buddy Rose
- Butch Reed
- Colt Cabana
- Jimmy Jacobs
- Nigel McGuinness
- CM Punk
- Baron von Raschke
- Ernie Ladd
- Dick Warren
- Jon "Jumbo" Bailey
- Killer Karl Kox
- Masked Superstar

- Duplas que gerenciou
  - Nick Bockwinkel e Ray "The Crippler" Stevens[14]
  - The Blackjacks (Blackjack Lanza e Blackjack Mulligan)[5]
  - The Brain Busters (Arn Anderson e Tully Blanchard)[5]
  - The Colossal Connection (André the Giant e  Haku)[7]
  - The Islanders (Haku e Tama)[5]
  - The Assassins (Guy Mitchell e Joe Tomasso)[15]
  - The Valiant Brothers[15]

## Prêmios
- Cauliflower Alley Club
  - Iron Mike Mazurki Award (2004)[14]
- Pro Wrestling Illustrated
  - Manager do Ano (1972, 1976, 1989, 1991)[16]
  - Stanley Weston Award (2012)[16]
- Pro Wrestling Report
  - Lifetime Achievement Award (2009)[17]
- Professional Wrestling Hall of Fame and Museum
  - Classe de 2006[18]
- St. Louis Wrestling Hall of Fame
  - Classe de 2010[19]
- World Wrestling Entertainment
  - WWE Hall of Fame (Classe de 2004)[14]
- Wrestling Observer Newsletter Awards
  - Wrestling Observer Newsletter Hall of Fame (Classe de 1996)[20]
  - Comentarista do Ano (1992–1994)[21]